# Shō Wakamatsu
Shō Wakamatsu (jap. 若松 翔, Wakamatsu Shō; * 8. Juli 1987) ist ein japanischer Biathlet.
Shō Wakamatsu gab sein Debüt zu Beginn der Saison 2010/11 im IBU-Cup in Martell und wurde in seinem ersten Einzel 103. In Obertilliach erreichte er wenig später als 89 erstmals eine zweistellige Platzierung. Im weiteren Verlauf der Saison bestritt er in Hochfilzen an der Seite von Junji Nagai, Hidenori Isa und Kazuya Inomata als Schlussläufer einer überrundeten japanischen Staffel sein erstes Rennen im Biathlon-Weltcup. In Beitostølen erreichte er als 64. eines Sprints 2012 sein bisher bestes Ergebnis in einem IBU-Cup-Rennen. Erster Karrierehöhepunkt wurden die Biathlon-Weltmeisterschaften 2013 in Nové Město na Moravě. Im Einzel wurde er 128., im Sprint 126. sowie mit Junji Nagai, Hidenori Isa und Ryō Maeda in der überrundeten Japanischen Herrenstaffel 26.

## Biathlon-Weltcup-Platzierungen
Die Tabelle zeigt alle Platzierungen (je nach Austragungsjahr einschließlich Olympische Spiele und Weltmeisterschaften).
- 1.–3. Platz: Anzahl der Podiumsplatzierungen
- Top 10: Anzahl der Platzierungen unter den ersten zehn (einschließlich Podium)
- Punkteränge: Anzahl der Platzierungen innerhalb der Punkteränge (einschließlich Podium und Top 10)
- Starts: Anzahl gelaufener Rennen in der jeweiligen Disziplin
- Staffel: inklusive Mixed- und Single-Mixed-Staffeln

| Platzierung                    | Einzel | Sprint | Verfolgung | Massenstart | Staffel | Gesamt |
| ------------------------------ | ------ | ------ | ---------- | ----------- | ------- | ------ |
| 1. Platz                       |        |        |            |             |         |        |
| 2. Platz                       |        |        |            |             |         |        |
| 3. Platz                       |        |        |            |             |         |        |
| Top 10                         |        |        |            |             |         |        |
| Punkteränge                    |        |        |            |             | 6       | 6      |
| Starts                         | 1      | 1      |            |             | 6       | 8      |
| Stand: nach der Saison 2012/13 |        |        |            |             |         |        |